# Copa de Oro de la Concacaf 2005
La Copa de Oro 2005 fue la decimoctava edición de la Copa de Oro de la Concacaf, el torneo continental de la Concacaf, que se realizó en los Estados Unidos en el mes de julio. Al igual que en la edición anterior participaron 12 selecciones nacionales, con dos invitados.

## Equipos participantes
En cursiva los equipos invitados:
| Zona Caribeña | Zona Centroamericana |

| Equipos participantes | Equipos participantes | Equipos participantes | Equipos participantes |
| --------------------- | --------------------- | --------------------- | --------------------- |
| Canadá                | Cuba                  | Honduras              | Panamá                |
| Colombia              | Estados Unidos        | Jamaica               | Sudáfrica             |
| Costa Rica            | Guatemala             | México                | Trinidad y Tobago     |

## Sedes
| Ciudad                                             | Estadio                       | Capacidad |
| -------------------------------------------------- | ----------------------------- | --------- |
| Foxborough                                         | Gillette Stadium              | 71.000    |
| Los Ángeles                                        | Los Angeles Memorial Coliseum | 110.000   |
| Carson                                             | The Home Depot Center         | 27.000    |
| Miami                                              | Miami Orange Bowl             | 45.000    |
| Seattle                                            | Qwest Field                   | 45.000    |
| Houston                                            | Reliant Stadium               | 45.000    |
| East Rutherford (Área Metropolitana de Nueva York) | Giants Stadium                | 81.000    |

### Primera fase y cuartos de final
| Seattle Foxborough Los Ángeles Carson Houston Miami | Foxborough                          | Los Ángeles                                      | Carson                                  |
| Seattle Foxborough Los Ángeles Carson Houston Miami | Gillette Stadium Capacidad: 71.000  | Los Angeles Memorial Coliseum Capacidad: 110.000 | The Home Depot Center Capacidad: 27.000 |
| Seattle Foxborough Los Ángeles Carson Houston Miami |                                     |                                                  |                                         |
| Seattle Foxborough Los Ángeles Carson Houston Miami | Miami                               | Seattle                                          | Houston                                 |
| Seattle Foxborough Los Ángeles Carson Houston Miami | Miami Orange Bowl Capacidad: 45.000 | Qwest Field Capacidad: 45.400                    | Reliant Stadium Capacidad: 45.000       |
| Seattle Foxborough Los Ángeles Carson Houston Miami |                                     |                                                  |                                         |

### Semifinales y Final
| East Rutherford | East Rutherford                  |
| East Rutherford | Giants Stadium Capacidad: 81.000 |
| East Rutherford |                                  |

## Resultados

### Primera fase

#### Grupo A
| Equipo            | Pts | PJ | PG | PE | PP | GF | GC | Dif |
| ----------------- | --- | -- | -- | -- | -- | -- | -- | --- |
| Honduras          | 7   | 3  | 2  | 1  | 0  | 4  | 2  | 2   |
| Panamá            | 4   | 3  | 1  | 1  | 1  | 3  | 3  | 0   |
| Colombia          | 3   | 3  | 1  | 0  | 2  | 3  | 3  | 0   |
| Trinidad y Tobago | 2   | 3  | 0  | 2  | 1  | 3  | 5  | -2  |

| 6 de julio de 2005, 19:00 | Colombia | 0:1 (0:0) | Panamá     | Orange Bowl, Miami                                        |                                                           |
|                           |          |           | Tejada 70' | Asistencia: 10,311 espectadores Árbitro(s): Carlos Batres | Asistencia: 10,311 espectadores Árbitro(s): Carlos Batres |

| 6 de julio de 2005, 21:00 | Honduras     | 1:1 (1:1) | Trinidad y Tobago | Orange Bowl, Miami                                           |                                                              |
|                           | Figueroa 43' |           | Birchall 28'      | Asistencia: 10,311 espectadores Árbitro(s): Mauricio Navarro | Asistencia: 10,311 espectadores Árbitro(s): Mauricio Navarro |

| 10 de julio de 2005, 19:00 | Honduras           | 2:1 (0:1) | Colombia          | Orange Bowl, Miami                                          |                                                             |
|                            | Velásquez 79', 82' |           | Moreno 30' (pen.) | Asistencia: 17,292 espectadores Árbitro(s): Marco Rodríguez | Asistencia: 17,292 espectadores Árbitro(s): Marco Rodríguez |

| 10 de julio de 2005, 21:00 | Panamá          | 2:2 (1:1) | Trinidad y Tobago        | Orange Bowl, Miami                                         |                                                            |
|                            | Tejada 24', 90' |           | Andrews 17' · Glen 90+1' | Asistencia: 17,292 espectadores Árbitro(s): John Wyngaarde | Asistencia: 17,292 espectadores Árbitro(s): John Wyngaarde |

| 12 de julio de 2005, 17:00 | Colombia                  | 2:0 (0:0) | Trinidad y Tobago | Orange Bowl, Miami                                          |                                                             |
|                            | Aguilar 77' · Hurtado 79' |           |                   | Asistencia: 15,000 espectadores Árbitro(s): Marco Rodríguez | Asistencia: 15,000 espectadores Árbitro(s): Marco Rodríguez |

| 12 de julio de 2005, 19:00 | Honduras      | 1:0 (0:0) | Panamá | Orange Bowl, Miami                                         |                                                            |
|                            | Caballero 81' |           |        | Asistencia: 11,000 espectadores Árbitro(s): John Wyngaarde | Asistencia: 11,000 espectadores Árbitro(s): John Wyngaarde |

#### Grupo B
| Equipo         | Pts | PJ | PG | PE | PP | GF | GC | Dif |
| -------------- | --- | -- | -- | -- | -- | -- | -- | --- |
| Estados Unidos | 7   | 3  | 2  | 1  | 0  | 6  | 1  | 5   |
| Costa Rica     | 7   | 3  | 2  | 1  | 0  | 4  | 1  | 3   |
| Canadá         | 3   | 3  | 1  | 0  | 2  | 2  | 4  | -2  |
| Cuba           | 0   | 3  | 0  | 0  | 3  | 3  | 9  | -6  |

| 7 de julio de 2005, 17:30 | Canadá | 0:1 (0:1) | Costa Rica      | Qwest Field, Seattle                                          |                                                               |
|                           |        |           | Soto 30' (pen.) | Asistencia: 15,831 espectadores Árbitro(s): Peter Prendergast | Asistencia: 15,831 espectadores Árbitro(s): Peter Prendergast |

| 7 de julio de 2005, 19:30 | Cuba     | 1:4 (1:1) | Estados Unidos                                 | Qwest Field, Seattle                                    |                                                         |
|                           | Moré 18' |           | Dempsey 44' · Donovan 87', 90+2' · Beasley 89' | Asistencia: 15,831 espectadores Árbitro(s): José Pineda | Asistencia: 15,831 espectadores Árbitro(s): José Pineda |

| 9 de julio de 2005, 11:30 | Cuba        | 1:3 (0:0) | Costa Rica                              | Qwest Field, Seattle                                          |                                                               |
|                           | Galindo 72' |           | Brenes 6', 85' (pen.) · Soto 81' (pen.) | Asistencia: 15,109 espectadores Árbitro(s): Armando Archundia | Asistencia: 15,109 espectadores Árbitro(s): Armando Archundia |

| 9 de julio de 2005, 13:30 | Estados Unidos                      | 2:0 (0:0) | Canadá | Qwest Field, Seattle                                    |                                                         |
|                           | Hutchinson 48' (a.g.) · Donovan 90' |           |        | Asistencia: 15,831 espectadores Árbitro(s): Neal Brizan | Asistencia: 15,831 espectadores Árbitro(s): Neal Brizan |

| 12 de julio de 2005, 19:00 | Estados Unidos | 0:0 | Costa Rica | Gillette Stadium, Foxborough                                  |  |
|                            |                |     |            | Asistencia: 15,211 espectadores Árbitro(s): Armando Archundia |  |

| 12 de julio de 2005, 21:00 | Canadá                     | 2:1 (0:0) | Cuba          | Gillette Stadium, Foxborough                               |                                                            |
|                            | Gerba 69' · Hutchinson 87' |           | Cervantes 90' | Asistencia: 15,211 espectadores Árbitro(s): Roberto Moreno | Asistencia: 15,211 espectadores Árbitro(s): Roberto Moreno |

#### Grupo C
| Equipo    | Pts | PJ | PG | PE | PP | GF | GC | Dif |
| --------- | --- | -- | -- | -- | -- | -- | -- | --- |
| México    | 6   | 3  | 2  | 0  | 1  | 6  | 2  | 4   |
| Sudáfrica | 5   | 3  | 1  | 2  | 0  | 6  | 5  | 1   |
| Jamaica   | 4   | 3  | 1  | 1  | 1  | 7  | 7  | 0   |
| Guatemala | 1   | 3  | 0  | 1  | 2  | 4  | 9  | -5  |

| 8 de julio de 2005, 19:00 | Sudáfrica                   | 2:1 (2:0) | México        | The Home Depot Center, Carson                                             |                                                                           |
|                           | Evans 28' · Van Heerden 41' |           | Rodríguez 83' | Asistencia: 27.000 espectadores Árbitro(s): Rodolfo Sibrián (El Salvador) | Asistencia: 27.000 espectadores Árbitro(s): Rodolfo Sibrián (El Salvador) |

| 8 de julio de 2005, 21:00 | Guatemala                   | 3:4 (2:3) | Jamaica                                                  | The Home Depot Center, Carson                                           |                                                                         |
|                           | Ruiz 11' (pen.), 45+3', 87' |           | Shelton 3' · Fuller 5' · Williams 45+1' (pen.) · Hue 57' | Asistencia: 27.000 espectadores Árbitro(s): Brian Hall (Estados Unidos) | Asistencia: 27.000 espectadores Árbitro(s): Brian Hall (Estados Unidos) |

| 10 de julio de 2005, 12:00 | México                                     | 4:0 (2:0) | Guatemala | Los Angeles Memorial Coliseum, Los Ángeles                        |                                                                   |
|                            | Borgetti 5', 14' · Galindo 54' · Bravo 65' |           |           | Asistencia: 30.710 espectadores Árbitro(s): Óscar Ruiz (Colombia) | Asistencia: 30.710 espectadores Árbitro(s): Óscar Ruiz (Colombia) |

| 10 de julio de 2005, 14:00 | Sudáfrica                                | 3:3 (2:2) | Jamaica                             | Los Angeles Memorial Coliseum, Los Ángeles                               |                                                                          |
|                            | Raselmane 35' · Ndela 41' · Nomvethe 56' |           | Hue 35' · Stewart 43' · Bennett 80' | Asistencia: 30.710 espectadores Árbitro(s): Kevin Stott (Estados Unidos) | Asistencia: 30.710 espectadores Árbitro(s): Kevin Stott (Estados Unidos) |

| 12 de julio de 2005, 19:00 | Sudáfrica | 1:1 (1:1) | Guatemala  | Reliant Stadium, Houston                                                 |                                                                          |
|                            | Nkosi 45' |           | Romero 37' | Asistencia: 45.311 espectadores Árbitro(s): Kevin Stott (Estados Unidos) | Asistencia: 45.311 espectadores Árbitro(s): Kevin Stott (Estados Unidos) |

| 12 de julio de 2005, 21:00 | México     | 1:0 (1:0) | Jamaica | Reliant Stadium, Houston                                                |                                                                         |
|                            | Medina 19' |           |         | Asistencia: 45.311 espectadores Árbitro(s): Walter Quesada (Costa Rica) | Asistencia: 45.311 espectadores Árbitro(s): Walter Quesada (Costa Rica) |

#### Clasificación de los terceros lugares
| Pos. | Equipo   | Pts. | PJ | G | E | P | GF | GC | Dif. | Clasificación |
| ---- | -------- | ---- | -- | - | - | - | -- | -- | ---- | ------------- |
| 1    | Jamaica  | 4    | 3  | 1 | 1 | 1 | 7  | 7  | 0    | Segunda fase  |
| 2    | Colombia | 3    | 3  | 1 | 0 | 2 | 3  | 3  | 0    | Segunda fase  |
| 3    | Canadá   | 3    | 3  | 1 | 0 | 2 | 2  | 4  | −2   |               |

 Fuente: [cita requerida]

### Segunda fase
|  | Cuartos de final          | Cuartos de final          |                |          | Semifinales | Semifinales |  |                       | Final       | Final       |  |
|  | 16 de junio y 17 de junio | 16 de junio y 17 de junio |                |          | 21 de junio | 21 de junio |  |                       | 24 de junio | 24 de junio |  |
|  |                           |                           |                |          |             |             |  |                       |             |             |  |
|  |                           |                           |                |          |             |             |  |                       |             |             |  |
|  | Honduras                  | 3                         |                |          |             |             |  |                       |             |             |  |
|  | Honduras                  | 3                         |                |          |             |             |  |                       |             |             |  |
|  | Costa Rica                | 2                         |                |          |             |             |  |                       |             |             |  |
|  | Costa Rica                | 2                         |                | Honduras | 1           |             |  |                       |             |             |  |
|  |                           |                           |                | Honduras | 1           |             |  |                       |             |             |  |
|  |                           |                           | Estados Unidos | 2        |             |             |  |                       |             |             |  |
|  | Estados Unidos            | 3                         | Estados Unidos | 2        |             |             |  |                       |             |             |  |
|  | Estados Unidos            | 3                         |                |          |             |             |  |                       |             |             |  |
|  | Jamaica                   | 1                         |                |          |             |             |  |                       |             |             |  |
|  | Jamaica                   | 1                         |                |          |             |             |  | Estados Unidos (pen.) | 0 (3)       |             |  |
|  |                           |                           |                |          |             |             |  | Estados Unidos (pen.) | 0 (3)       |             |  |
|  |                           |                           | Panamá         | 0 (1)    |             |             |  |                       |             |             |  |
|  | México                    | 1                         | Panamá         | 0 (1)    |             |             |  |                       |             |             |  |
|  | México                    | 1                         |                |          |             |             |  |                       |             |             |  |
|  | Colombia                  | 2                         |                |          |             |             |  |                       |             |             |  |
|  | Colombia                  | 2                         |                | Colombia | 2           |             |  |                       |             |             |  |
|  |                           |                           |                | Colombia | 2           |             |  |                       |             |             |  |
|  |                           |                           | Panamá         | 3        |             |             |  |                       |             |             |  |
|  | Sudáfrica                 | 1 (3)                     | Panamá         | 3        |             |             |  |                       |             |             |  |
|  | Sudáfrica                 | 1 (3)                     |                |          |             |             |  |                       |             |             |  |
|  | Panamá (pen.)             | 1 (5)                     |                |          |             |             |  |                       |             |             |  |
|  | Panamá (pen.)             | 1 (5)                     |                |          |             |             |  |                       |             |             |  |
|  |                           |                           |                |          |             |             |  |                       |             |             |  |

#### Cuartos de final
| 16 de julio de 2005 | Honduras                               | 3:2 (3:1) | Costa Rica             | Gillette Stadium, Foxborough                                          |                                                                       |
|                     | Velásquez 6' · Turcios 27' · Núñez 29' |           | Bolaños 39' · Ruíz 81' | Asistencia: 22.108 espectadores Árbitro(s): Benito Archundia (México) | Asistencia: 22.108 espectadores Árbitro(s): Benito Archundia (México) |

| 16 de julio de 2005 | Estados Unidos                       | 3:1 (2:0) | Jamaica    | Gillette Stadium, Foxborough                                          |                                                                       |
|                     | Wolff 6' · Beasley 42' · Beasley 83' |           | Fuller 88' | Asistencia: 22.108 espectadores Árbitro(s): Carlos Batres (Guatemala) | Asistencia: 22.108 espectadores Árbitro(s): Carlos Batres (Guatemala) |

| 17 de julio de 2005 | México     | 1:2 (0:0) | Colombia                     | Reliant Stadium, Houston                                                  |                                                                           |
|                     | Pineda 64' |           | Castrillón 58' · Aguilar 74' | Asistencia: 60.050 espectadores Árbitro(s): Rodolfo Sibrián (El Salvador) | Asistencia: 60.050 espectadores Árbitro(s): Rodolfo Sibrián (El Salvador) |

| 17 de julio de 2005 | Sudáfrica                        | 1:1 (0:0, 1:1) (t. s.)(3:5 p.) | Panamá                                      | Reliant Stadium, Houston                                                |                                                                         |
|                     | Ndlela 68'                       |                                | Dely Valdez 48'                             | Asistencia: 60.050 espectadores Árbitro(s): Peter Prendergast (Jamaica) | Asistencia: 60.050 espectadores Árbitro(s): Peter Prendergast (Jamaica) |
|                     |                                  | Tiros desde el punto penal     |                                             |                                                                         |                                                                         |
|                     | Evans · Gaxa · Katza · Lekgwathi |                                | Tejada · Rodríguez · Baloy · Blanco · Gómez |                                                                         |                                                                         |

#### Semifinales
| 21 de julio de 2005 | Estados Unidos             | 2:1 (0:1) | Honduras     | Giants Stadium, East Rutherford                                         |                                                                         |
|                     | O'Brien 86' · Onyewu 90+2' |           | Guerrero 30' | Asistencia: 41.721 espectadores Árbitro(s): Peter Prendergast (Jamaica) | Asistencia: 41.721 espectadores Árbitro(s): Peter Prendergast (Jamaica) |

| 21 de julio de 2005 | Colombia        | 2:3 (0:2) | Panamá                              | Giants Stadium, East Rutherford                                           |                                                                           |
|                     | Patiño 62', 88' |           | Phillips 11', 72' · Dely Valdés 26' | Asistencia: 41.721 espectadores Árbitro(s): Rodolfo Sibrián (El Salvador) | Asistencia: 41.721 espectadores Árbitro(s): Rodolfo Sibrián (El Salvador) |

#### Final
| 24 de julio de 2005 | Estados Unidos                     | 0:0 (0:0, 0:0) (t. s.)(3:1 p.) | Panamá                                | Giants Stadium, East Rutherford                                       |  |
|                     |                                    |                                |                                       | Asistencia: 31.018 espectadores Árbitro(s): Carlos Batres (Guatemala) |  |
|                     |                                    | Tiros desde el punto penal     |                                       |                                                                       |  |
|                     | Quaranta · Armas · Donovan · Davis |                                | Tejada · Dely Valdés · Baloy · Blanco |                                                                       |  |

## Campeón
|                                            |
| Bandera de Estados Unidos                  |
| Campeón invicto Estados Unidos 3.er título |

## Estadísticas

### Tabla de rendimiento
| Equipo | Equipo            | Pts | PJ | PG | PE | PP | GF | GC | Dif | Rend   |
| ------ | ----------------- | --- | -- | -- | -- | -- | -- | -- | --- | ------ |
| 1      | Estados Unidos    | 14  | 6  | 4  | 2  | 0  | 11 | 3  | 8   | 93.33% |
| 2      | Panamá            | 9   | 6  | 2  | 3  | 1  | 7  | 6  | 1   | 60%    |
| 3      | Honduras          | 10  | 5  | 3  | 1  | 1  | 8  | 6  | 2   | 66.66% |
| 4      | Colombia          | 6   | 5  | 2  | 0  | 3  | 7  | 7  | 0   | 40%    |
| 5      | Costa Rica        | 7   | 4  | 2  | 1  | 1  | 6  | 4  | 2   | 46.66% |
| 6      | Sudáfrica         | 6   | 4  | 1  | 3  | 0  | 7  | 6  | 1   | 40%    |
| 7      | México            | 6   | 4  | 2  | 0  | 2  | 7  | 4  | 3   | 40%    |
| 8      | Jamaica           | 4   | 4  | 1  | 1  | 2  | 8  | 10 | -2  | 26.66% |
| 9      | Canadá            | 3   | 3  | 1  | 0  | 2  | 2  | 4  | -2  | 20%    |
| 10     | Trinidad y Tobago | 2   | 3  | 0  | 2  | 1  | 3  | 5  | -2  | 13.33% |
| 11     | Guatemala         | 1   | 3  | 0  | 1  | 2  | 4  | 9  | -5  | 6.66%  |
| 12     | Cuba              | 0   | 3  | 0  | 0  | 3  | 3  | 9  | -6  | 0%     |

### Goleadores
3 goles
- DaMarcus Beasley (Bota de Oro)
- Landon Donovan
- Carlos Ruiz
- Wilmer Velásquez
- Luis Tejada

2 goles
- Abel Aguilar
- Jairo Patiño
- Randall Brenes
- Jafet Soto
- Ricardo Fuller
- Jermaine Hue
- Jared Borgetti
- Jorge Dely Valdés
- Ricardo Phillips
- Lungisani Ndlela

1 gol
- Ali Gerba
- Atiba Hutchinson
- Jaime Castrillon
- Héctor Hurtado
- Tressor Moreno
- Christian Bolaños
- Bryan Ruiz
- Alain Cervantes
- Maykel Galindo
- Lester More
- Gonzalo Romero
- Samuel Caballero
- Mario Ivan Guerrero
- Maynor Figueroa
- Milton Núñez
- Danilo Turcios
- Teafore Bennett
- Luton Shelton
- Damion Stewart
- Andy Williams
- Omar Bravo
- Gerardo Galindo
- Gonzalo Pineda
- Alberto Medina
- Francisco Rodríguez
- Philip Evans
- Elrio van Heerden
- Solace Nkosi
- Siyabango Nomvete
- Abram Raselemane
- Marvin Andrews
- Chris Birchall
- Cornell Glen
- Clint Dempsey
- John O'Brien
- Oguchi Onyewu
- Josh Wolff

## Premios

### Individual
| Goleadores:                                                                                 | Mejor jugador: | Mejor guardameta: | Premio Fair Play: |
| ------------------------------------------------------------------------------------------- | -------------- | ----------------- | ----------------- |
| DaMarcus Beasley Landon Donovan Carlos Ruiz Luis Tejada Wilmer Velásquez (3 goles cada uno) | Luis Tejada    | Jaime Penedo      | Honduras          |

### Equipo Ideal
| Equipo Ideal del Torneo | Equipo Ideal del Torneo                     | Equipo Ideal del Torneo                                         | Equipo Ideal del Torneo                     |
| Guardametas             | Defensas                                    | Centrocampistas                                                 | Delanteros                                  |
| ----------------------- | ------------------------------------------- | --------------------------------------------------------------- | ------------------------------------------- |
| Jaime Penedo            | Felipe Baloy Samuel Caballero Oguchi Onyewu | DaMarcus Beasley Landon Donovan Jairo Patiño Luis Ernesto Pérez | Tressor Moreno Luis Tejada Wilmer Velásquez |

| Menciones Honoríficas | Menciones Honoríficas         | Menciones Honoríficas     | Menciones Honoríficas        |
| Guardametas           | Defensas                      | Centrocampistas           | Delanteros                   |
| --------------------- | ----------------------------- | ------------------------- | ---------------------------- |
| Kasey Keller          | Tyrone Marshall Michael Umaña | Philip Evans John O'Brien | Jorge Dely Valdés Jafet Soto |